# حسين سنوسي
حسين سنوسي من مواليد أولاد الميمون بتلمسان، استقرت عائلته في منداس ( غليزان) لما عين والده قايد على المنطقة، درس المرحلة الابتدائية بمنداس وواصل تعليمه الإكمالي بغليزان إكمالية فيكتور هيغو، مكث مدة سنتين بمنزل عائلة  الحاج محمد زروقي بحكم الصداقة التي كانت تجمعه بوالده ، في ظل غياب النظام الداخلي بمدارس غليزان، انخرط في الفوج الكشفي  لمدينة غليزان، وسجل بالمدرسة الحرة لجمعية العلماء المسلمين ، شارك في مسابقة الالتحاق بمدرسة التعليم الفرنسي الإسلامي ونجح، في المسابقة  ودخل مدرسة العاصمة، ودرس بها مدة 06 سنوات ثم التحق في آخر سنة له بمدرسة تلمسان بسبب عودة أهله لأولاد الميمون، ولما اندلعت الثورة التحريرية، بدأ نشاطه في المدرسة إلى جانب زميله بن علي بودغين ( العقيد لطفي) اللذان كان من أنشط العناصر داخل المدرسة، حيث نضموا مظاهرات لما أغتيل الطبيب بن عودة بن زرجب، وهم من خططوا ونظموا إضراب الطلبة 19ماي 1956 بالمدرسة، التي غادرها والتحق بصفوف جيش التحرير الوطني وتم نقله إلى المغرب، ونظرا لمستواه العلمي قامت قيادة الثورة  بإرساله إلى سوريا ومنها إلى الصين وتكون  هناك طيار، وبعد نهاية التكوين عاد مباشرة إلى الجزائرتم تكليفه بالعديد من المهام بتونس، وخلال الاستقلال عين برتبة capitane وخلال حرب الرمال في 1963 مع المغرب، كان في جولة استطلاعية مع وفد عسكري رفيع المستوى يقوده الماريشال عبد الحكيم عامر من أجل معاينة الوضع في الحدود بين البلدين، لكن الأخير اخترقها فحاصرته طائرتان مغربيتان من نوع ميغ واضطرته إلى الهبوط، تم الإفراج عن الوفد الذي كان معه، بينما تم أسره، ومكث هناك مدة سنتان في السجن تعرض خلالها لأبشع معاملة، ولما عقد صلح زوج بغال تم الإفراج عنه.  وخص بعناية فائقة بسبب الحالة التي وصل إليها صحيا، وبعها أوكلت له عده مسؤوليات من بينها: رئيس قاعدة عسكرية، ثم ملحق عسكري في طرابلس في السفارة الليبية، ثم ملحق عسكري في روما، مدير مكلف بمشروع بناء مقام الشهيد وملحقاته، تدرج في الرتب العسكرية التي كان آخرها  عقيد ثم  تقاعد  وخلالها ألقى العديد من المحاضرات حول الثورة فيما يخص الجانب الاستخباراتي، توفي سنة 2020.
عسكري برتبة عقيد متقاعد.
من أوائل طياري جيش التحرير الوطني، الذي تم تكوينهم إبان ثورة التحرير المظفرة، حيث تم تكليفه بالعديد من المهام بتونس أثناء فترة حرب التحرير و بالشرق الأوسط عقب الاستقلال.

## وفاته
توفي يوم الثلثاء 24 حزيران/يونيو  2020، بمستشفى عين النعجة بعد معاناة طويلة مع المرض، ودفن بمقبرة العالية بالجزائر العاصمة يوم الأربعاء.